# Alexandre Siewe
Alexandre Siewe est un journaliste et homme de médias camerounais. 

## Biographie

### Enfance, éducation et débuts
Alexandre Siewe est né au Cameroun. Il commence à la radio.

### Carrière
Alexandre Siewe est l'ex directeur de la communication à la Confédération Africaine de Football (CAF) en 2020. Le 1 octobre 2024,  il décide de rejoindre Hémisphère sud de Patrick Fondio.